# Mangalor
Mangalor (ಮಂಗಳೂರು Mangaluru em canarês e oficialmente; ಕುಡ್ಲ Kudla em túlu; Mangalore em inglês) é a principal cidade portuária do estado de Carnataca, na Índia. O seu nome deriva a divindade hindu Mangaladevi. Situa-se a cerca de 350 quilómetros da capital Bangalor, localizada na costa do mar da Arábia. Tem cerca de 571 000 habitantes. Mangalor foi uma possessão portuguesa entre 1568 e 1659.

## História
A influência europeia em Mangalor pode ser encontrada a partir de 1498, quando o navegador Vasco da Gama desembarcou na ilha de Santa Maria, perto de Mangalor. Em 1526, os portugueses sob o vice-reinado de Lopo Vaz de Sampaio conseguiram derrotar o Rei Bangara e os seus aliados e Mangalor foi conquistada. O comércio passou das mãos dos muçulmanos para as mãos dos portugueses. Em meados do século XVI, os brâmanes de Goud Saraswat, e os goeses católicos migraram para Mangalor, como resultado da Inquisição em Goa. Em 1640, o reino de Keladi Nayaka derrotou os portugueses e governou a cidade até 1762. Os portugueses foram autorizados a ter relações comerciais com Mangalor. Em 1695, a cidade foi incendiada pelos árabes como retaliação às restrições portuguesas impostas ao comércio árabe.

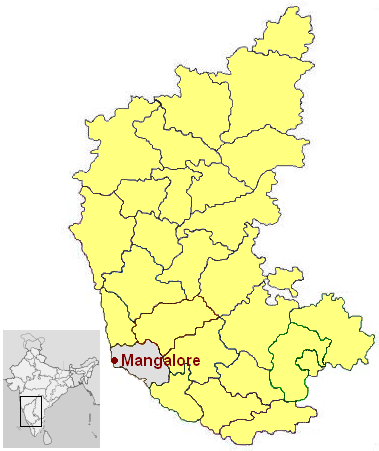
Localização de Mangalor em Carnataca.

## Transportes
- Aeroporto Internacional de Mangalor